# Katedra
Katedra (dt. Kathedrale) ist ein polnischer computeranimierter Kurzfilm von Tomasz Bagiński aus dem Jahr 2002.

## Handlung
Ein Pilger kommt an eine monumentale Kathedrale, die aus organischem Material zu bestehen scheint. Er öffnet das riesige Tor und tritt in das Gebäude ein – das Tor schlägt hinter ihm zu. Mithilfe seines Pilgerstabs leuchtet sich der Pilger den Weg. Es wird deutlich, dass der Bau aus baum- oder wurzelähnlichen Strukturen besteht, in die Gesichter verwoben sind. Sie blicken dem Pilger teilweise nach.
Der Pilger erreicht das Ende der Kathedrale. Sie ist unvollendet und steht offen an einer Klippe. Der Pilger schaut den Abgrund hinunter, wo sich Flächen mit Baumstümpfen zeigen. Er verweilt. Ein riesiger Planet bewegt sich langsam zur Seite; ein sonnenähnlicher Planet dahinter lässt gleißendes Licht auf die Kathedrale scheinen. Das Licht trifft auf die Gesichter der Kathedrale, die sich abwenden, und erreicht schließlich den Pilger. Sein Arm wird von dem Pilgerstock gerissen, aus ihm selbst schlagen wurzelähnliche Schlingen. Kurze Zeit später ist der Pilger mit der Kathedrale verwachsen.

## Produktion
Katedra war nach Rain (1998) Bagińskis zweiter Film und der erste, den er als Mitarbeiter der CGI-Firma Platige Image fertigstellte. Für Katedra arbeitete er mit Science-Fiction-Autor Jacek Dukaj zusammen, der seine gleichnamige Kurzgeschichte aus dem Jahr 2000 für den Film auf einen Handlungsstrang kürzte.
Katedra wurde im April 2002 beendet und erlebte seine Erstaufführung am 16. Oktober 2002. Der Film wurde positiv aufgenommen und später in polnischen Kinos als Vorfilm vor Minority Report und Signs – Zeichen gezeigt.

## Auszeichnungen
Katedra wurde 2003 für einen Oscar in der Kategorie „Bester animierter Kurzfilm“ nominiert, konnte sich jedoch nicht gegen Die Chubbchubbs! durchsetzen.